# Премијер Белгије
Председник Владе Белгије (фр. Premier Ministre, хол. Eerste Minister) је шеф извршне власти у Белгији. Тренутни председник Владе Белгије је Александар де Кро, а ову функцију обавља од 1. октобра 2020. године.

## Списак
| #   | Портрет | Премијер                             | Странка                                 | Мандат од до                            |
| --- | ------- | ------------------------------------ | --------------------------------------- | --------------------------------------- |
| 0.  |         | Етјем Константин де Герлах           | Католичка партија                       | 26. фебруара 1831. — 4. марта 1831.     |
| 1.  |         | Жозеф Лебо                           | Либерална партија                       | 28. марта 1831 — 21. јула 1831.         |
| 2.  |         | Феликс де Миленаре                   | Католичка партија                       | 24. јула 1831. — 20. октобра 1832.      |
| 3.  |         | Албер Гобле д'Алвијела               | Либерална партија                       | 20. октобра 1832. — 4. августа 1834.    |
| 4.  |         | Бартелеми Де Тјо де Мејланд          | Католичка партија                       | 4. августа 1834. — 18. априла 1840.     |
|     |         | Жозеф Лебо (2. пут)                  | Либерална партија                       | 18. априла 1840. — 13. априла 1841.     |
| 5.  |         | Жан Батист Нотомб                    | Либерална партија                       | 13. априла 1841. — 30. јула 1845.       |
| 6.  |         | Силвен Ван де Вејер                  | Либерална партија                       | 30. јула. 1845. — 31. марта 1846.       |
|     |         | Бартелеми Де Тјо де Мејланд (2. пут) | Католичка партија                       | 31. марта 1846. — 12. августа 1847.     |
| 7.  |         | Шарл Роже                            | Либерална партија                       | 12. августа. 1847. — 31. октобра 1852.  |
| 8.  |         | Анри Де Брукер                       | Либерална партија                       | 31. октобра 1852. — 30. марта 1855.     |
| 9.  |         | Пјер Де Декер                        | Католичка партија                       | 30. марта 1855. — 9. новембра 1857.     |
|     |         | Шарл Роже (2. пут)                   | Либерална партија                       | 9. новембра 1857. — 3. јануара 1868.    |
| 10. |         | Валтер Фрер-Орбан                    | Либерална партија                       | 3. јануара 1868. — 2. јула 1870.        |
| 11. |         | Жил Д'Анетан                         | Католичка партија                       | 2. јула 1870. — 7. децембра 1871.       |
|     |         | Бартелеми Де Тјо де Мејланд (3. пут) | Католичка партија                       |                                         |
| 12. |         | Жил Малу                             | Католичка партија                       | 7. децембра 1871. — 19. јуна 1878.      |
|     |         | Валтер Фрер-Орбан (2. пут)           | Либерална партија                       | 19. јуна 1878. — 16. јуна 1884.         |
|     |         | Жил Малу (2. пут)                    | Католичка партија                       | 16. јуна 1884. — 26. октобра — 1884.    |
| 13. |         | Огист Бернарт                        | Католичка партија                       | 26. октобра. — 1884 — 26. марта 1894.   |
| 14. |         | Жил Де Бирле                         | Католичка партија                       | 26. марта 1894. — 25. фебруара 1896.    |
| 15. |         | Пол Де Смет де Нејер                 | Католичка партија                       | 25. фебруара 1896, — 24. јануара 1899,  |
| 16. |         | Жил Ванденперебом                    | Католичка партија                       | 24. јануара 1899. — 5. августа 1899.    |
|     |         | Пол Де Смет де Нејер (2. пут)        | Католичка партија                       | 5. августа 1899. — 2. маја 1907.        |
| 17. |         | Жил Де Троз                          | Католичка партија                       | 2. маја 1907. — 9. јануара 1908.        |
| 18. |         | Франсоа Схоларт                      | Католичка партија                       | 9. јануара 1908 — 17. јуна 1911.        |
| 19. |         | Шарл де Броквил                      | Католичка партија                       | 17. јуна 1911. — 1. јуна 1918.          |
| 20. |         | Жерар Кореман                        | Католичка партија                       | 1. јуна 1918. — 21. новембра 1918.      |
| 21. |         | Леон Делакроа                        | Католичка партија                       | 21. новембра 1918. — 20. новембра 1920. |
| 22. |         | ДАнри Картон Де Вијарт               | Католичка партија                       | 20. новембра 1920. — 16. децембра 1921. |
| 23. |         | Жорж Тејнис                          | Католички савез                         | 16. децембра 1921. — 13. маја 1925.     |
| 24. |         | Алоис Ванде Вејвере                  | Католички савез                         | 13. маја 1925. — 17. јуна 1925.         |
| 25. |         | Проспер Пулле                        | Католички савез                         | 17. јуна 1925. — 20. маја 1926.         |
| 26. |         | Анри Жаспар                          | Католички савез                         | 20. маја 1926. — 6. јуна 1931.          |
| 27. |         | Жил Ренкин                           | Католички савез                         | 6. јуна 1931. — 22. октобра 1932.       |
|     |         | Шарл де Броквил (2. пут)             | Католички савез                         | 22. октобра 1932. — 20. новембра 1934.  |
|     |         | Жорж Тејнис (2. пут)                 | Католички савез                         | 20. новембра 1934. — 25. марта 1935.    |
| 28. |         | Пол ван Зеланд                       | Католички блок                          | 25. марта 1935. — 24. новембра 1937.    |
| 29. |         | Пол-Емил Јансон                      | Либерална партија                       | 24. новембра 1937. — 15. маја 1938.     |
| 30. |         | Пол-Анри Спак                        | Белгијска радничка партија              | 15. маја 1938. — 22. фебруара 1939.     |
| 31. |         | Ибер Пјерло                          | Католички блок                          | 22. фебруара 1939. — 12. фебруара 1945. |
| 32. |         | Ахил ван Акер                        | Белгијска социјалистичка партија        | 12. фебруара 1945. — 13. марта 1946.    |
|     |         | Пол-Анри Спак (2. пут)               | Белгијска социјалистичка партија        | 13. марта 1946. — 31. марта 1946.       |
|     |         | Ахил ван Акер (2. пут)               | Белгијска социјалистичка партија        | 31. марта 1946. — 3. августа 1946.      |
| 33. |         | Камил Гисманс                        | Белгијска социјалистичка партија        | 3. августа 1946. — 20. марта 1947.      |
|     |         | Пол-Анри Спак (2. пут)               | Белгијска социјалистичка партија        | 20. марта 1947. — 11. августа 1949.     |
| 34. |         | Гастон Ејскенс                       | Социјално-хришћанска партија            | 11. августа 1949. — 8. јуна 1950.       |
| 35. |         | Жан Дивјосар                         | Социјално-хришћанска партија            | 8. јуна 1950. — 16. августа 1950.       |
| 36. |         | Жозеф Фољен                          | Социјално-хришћанска партија            | 16. августа 1950. — 15. јануара 1952.   |
| 37. |         | Жан ван Хуте                         | Социјално-хришћанска партија            | 15. јануара 1952. — 23. априла 1954.    |
|     |         | Ахил ван Аккер (3. пут)              | Белгијска социјалистичка партија        | 23. априла 1954. — 26. јуна 1958.       |
|     |         | Гастон Ејскенс (2. пут)              | Социјално-хришћанска партија            | 26. јуна 1958. — 25. априла 1961.       |
| 38. |         | Теодор Лефевр                        | Социјално-хришћанска партија            | 25. априла 1961. — 28. јула 1965.       |
| 39. |         | Пјер Армељ                           | Социјално-хришћанска партија            | 28. јула 1965. — 19. марта 1966.        |
| 40. |         | Пол ван ден Бујнантс                 | Социјално-хришћанска партија            | 19. марта 1966. — 17. јуна 1968.        |
|     |         | Гастон Ејскенс (3. пут)              | Социјално-хришћанска партија            | 17. јуна 1968. — 26. јануара 1973.      |
| 41. |         | Едмон Лебиртон                       | Белгијска социјалистичка партија        | 26. јануара 1973. — 25. априла 1974.    |
| 42. |         | Лео Тиндеманс                        | Хришћанска народна партија              | 25. априла 1974. — 20. октобра 1978.    |
|     |         | Пол ван ден Бујнантс (2. пут)        | Хришћанска народна партија              | 20. октобра 1978. — 3. марта 1979.      |
| 43. |         | Вилфрид Мартенс                      | Хришћанска народна партија              | 3. марта 1979. — 31. марта 1981.        |
| 44. |         | Марк Ејскенс                         | Хришћанска народна партија              | 31. марта 1981. — 17. децембра 1981.    |
|     |         | Вилфрид Мартенс (2. пут)             | Хришћанска народна партија              | 17. децембра 1981. — 7. марта 1992.     |
| 45. |         | Жан-Лик Дехане                       | Хришћанска народна партија              | 7. марта 1992. — 12. јула 1999.         |
| 46. |         | Ги Верхофстат                        | Отворени фламански либерали и демократе | 12. јула 1999 — 20. марта 2008.         |
| 47. |         | Ив Летерм                            | Демохришћани и Фламанци                 | 20. марта 2008. — 22. децембра 2008.    |
| 48. |         | Херман ван Ромпој                    | Демохришћани и Фламанци                 | 30. децембра 2008. — 25. новембра 2009. |
|     |         | Ив Летерм (2. пут)                   | Демохришћани и Фламанци                 | 25. новембра 2009. — 5. децембра 2011.  |
| 49. |         | Елио ди Рупо                         | Социјалистичка партија                  | 5. децембра 2011. — 11. октобар 2014.   |
| 50. |         | Шарл Мишел                           | Реформистички покрет                    | 11. октобра 2014. — 27. октобра 2019.   |
| 51. |         | Софи Вилмес                          | Реформистички покрет                    | 27. октобра 2019. — 1. октобра 2020.    |
| 52. |         | Александар де Кро                    | Отворени фламански либерали и демократе | 1. октобра 2020. — тренутно             |